# Nampula (provins)
Nampula er en provins i Mozambique med en befolkning på 2.975.747 indbyggere og et areal på 81. 606 km². Nampula er hovedbyen i provinsen. Under portugisisk styre blev denne provins kaldt Moçambique, men efter uafhængigheden blev navnet brugt for hele landet, og provinsen fik navnet efter sin hovedby.

## Galleri
- Kirke i Gêba

15°15′S 39°30′Ø / 15.25°S 39.5°Ø